# Caroline Bredlinger
Caroline Bredlinger (* 4. April 2001 in Wiener Neustadt) ist eine österreichische Leichtathletin, die im Sprint und im Mittelstreckenlauf an den Start geht. Auch ihre Mutter Ursula Bredlinger war als Leichtathletin aktiv.

## Biographie
Bredlinger stammt aus Trausdorf an der Wulka. 2014 wurde die damals 13 Jährige auf dem Weg von Müllendorf nach Großhöflein angeschossen. Ein betrunkener 32 Jahre alter Mann hatte von einem nahegelegenen Balkon Schüsse mit einem Repetiergewehr wahllos in die Umgebung abgefeuert. Der Mann wurde später zu 21 Monaten Haft, davon 7 Monaten unbedingt verurteilt. Aufgrund dieses Vorfalls ist Bredlingers linkes Bein nach wie vor schwächer als ihr rechtes.

## Sportliche Karriere
Erste Erfahrungen bei internationalen Meisterschaften sammelte Caroline Bredlinger im Jahr 2022, als sie bei den Balkan-Hallenmeisterschaften in Istanbul in 2:07,76 min die Bronzemedaille im 800-Meter-Lauf hinter der Türkin Tuğba Toptaş und Cristina Bălan aus Rumänien gewann. Im Juni belegte sie bei den Balkan-Meisterschaften in Craiova in 2:06,49 min den siebten Platz. 2023 gelang Bredlinger in Linz mit einer Zeit von 2:05,55 min ein neuer Österreichischer U23-Hallenrekord über die 800 Meter. Im Juni wurde sie bei der 3. Liga der Team-Europameisterschaft im Rahmen der Europaspiele in Chorzów in 2:04,78 min Dritte und anschließend schied sie bei den U23-Europameisterschaften in Espoo mit  2:07,14 min in der ersten Runde aus. Im Jahr darauf gewann sie bei den Balkan-Hallenmeisterschaften in Istanbul in 2:01,76 min die Silbermedaille hinter der Kroatin Nina Vuković. Ende Mai belegte sie bei den Freiluft-Balkan-Meisterschaften in Izmir in 2:02,79 min den sechsten Platz. 2025 siegte sie in 2:02,18 min bei den Balkan-Hallenmeisterschaften in Belgrad über 800 Meter, ehe sie bei den Halleneuropameisterschaften in Apeldoorn mit 2:08,90 min im Vorlauf ausschied. Kurz darauf kam sie bei den Hallenweltmeisterschaften in Nanjing mit 2:03,78 min nicht über die Vorrunde hinaus.
2025 knackte Bredlinger mehrmals die 2-Minuten-Marke über die 800 Meter. Bei der Team-EM in Maribor (2. Liga) knackte sie am 28. Juni 2025 als Siegerin mit einer Zeit von 1:58,95 min das Limit für die Freiluft-Weltmeisterschaften 2025 in Tokio. Zudem reihte sie sich mit dieser Leistung hinter Stephanie Graf auf Platz 2 in der ewigen österreichischen Bestenliste ein. Im Juli 2025 gewann sie beim ISTAF Berlin über 800 Meter in 1:58,99 Minuten und qualifizierte sich damit für die Europameisterschaft 2026.
In den Jahren von 2021 bis 2024 wurde Bredlinger österreichische Staatsmeisterin im 800-Meter-Lauf im Freien sowie von 2022 bis 2025 in der Halle.

## Persönliche Bestleistungen
- 400 Meter: 54,62 s, 24. Mai 2025 in St. Pölten
  - 400 Meter (Halle): 54,71 s, 23. Februar 2025 in Linz
- 800 Meter: 1:58,95 min, 28. Juni 2025 in Maribor
  - 800 Meter (Halle): 2:01,76 min, 10. Februar 2024 in Istanbul